# Friedrich von Kurowski-Eichen
Carl Anton Bernhard Friedrich von Kurowski-Eichen, auch Friedrich von Kurowsky-Eichen (* 16. Dezember 1780 in Eichen bei Königsberg i. Pr.; † 16. Juni 1853 in Magdeburgerforth) war ein deutscher Offizier, der als Erfinder den Einsatz einer der ersten Feldküchen anbot und Schriftsteller. Sein Werk umfasst dramatische, lyrische und ästhetische Schriften.
Der studierte Jurist war zeitweilig Offizier in Diensten des Zarentums Russland. Er schrieb Die Zerstörung von Tantalis als großes Epos in der Tradition der Ilias. Als nach der Konvention von Tauroggen die Ostpreußische Landwehr 1813 aufgestellt wurde und die Befreiungskriege begannen, beherrschte Patriotismus sein  Werk. Sein unvollendetes Drama Rachel wurde von Heinrich Heine begutachtet.

## Werke
- Die Zerstörung von Tantalis. Eine mythologisch-romantische Dichtung in acht Gesängen. Erfurt 1816, Digitalisat
- Untergang der letzten Odinskirche oder Preußens Aufdämmerung: Ein Nationalgedicht in vier Bildern. Essen 1825.
- Die Sonnentempel des alten europäischen Nordens und deren Colonien. Berlin 1827, Digitalisat
- Die vier wandernden Helden: Eine Erzählung für die Jugend. Liegnitz 1827.
- Sämmtliche Werke. 4 Bände. Erfurt/Gotha 1831, Band 1, Band 3, Band 4
- Schön Suschen, die fürstliche Bäuerin oder Thorn’s Gründer im Schwarzwalde: Ein Sagen- und Liederring. Thorn 1832.